# Seonghwan-eup
Seonghwan-eup (koreanska: 성환읍)  är en köping i stadskommunen Cheonan i provinsen Södra Chungcheong, i den centrala delen av landet, 70 km söder om huvudstaden Seoul. Den ligger i stadsdistriktet Seobuk-gu.